# Rigel
Rigel (Beta Orionis, β Ori) – najjaśniejsza gwiazda w gwiazdozbiorze Oriona, siódma pod względem jasności gwiazda nocnego nieba (+0,18m), odległa o 863 lata świetlne od Słońca.

## Nazwa
Tradycyjna nazwa tej gwiazdy, Rigel, wywodzi się od arabskiego ‏رجل الجوزاء اليسرى‎ Rijl Jauza al-Yusra, co oznacza „lewą stopę Środkowego” (Oriona). Po raz pierwszy ukazała się w tym brzmieniu w Tablicach alfonsyńskich w roku 1252. Arabska nazwa pochodzi prawdopodobnie z X wieku, Jauza („Środkowy”) to starsza nazwa Oriona. Do gwiazdy odnosi się także arabskie wyrażenie ‏رجل الجبار‎ rijl al-jabbār, czyli „stopa olbrzyma”, która jest źródłem rzadko używanych wariantów takich, jak Algebar oraz Elgebar. W Tablicach alfonsyńskich nazwa jest podzielona na człony: „Rigel” i „Algebar”, z dopiskiem et dicitur Algebar. Nominatur etiam Rigel. Inne określenia z XVII wieku są następujące: Regel (autor – Giovanni Battista Riccioli), Riglon (Wilhelm Schickard), oraz Rigel Algeuze lub Algibbar (Edmund Chilmead). Międzynarodowa Unia Astronomiczna w 2016 roku formalnie zatwierdziła użycie nazwy Rigel dla określenia tej gwiazdy.
Choć jest oznaczona jako Beta Orionis, jest najjaśniejszą gwiazdą swej konstelacji, jaśniejszą niż Betelgeza – ta jednak jest gwiazdą zmienną i mogła być czasowo jaśniejsza.

## Charakterystyka obserwacyjna

Położenie gwiazdy Rigel w gwiazdozbiorze Oriona

Rigel jest najlepiej widoczny w zimowe wieczory na półkuli północnej oraz latem na półkuli południowej. Na południu Rigel jest pierwszą jasną gwiazdą gwiazdozbioru Oriona, którą można dostrzec podczas wschodu konstelacji. Rigel jest jedną z najważniejszych gwiazd w astronawigacji ze względu na jasność oraz łatwą lokalizację – jest widoczny z każdego oceanu na Ziemi (wyjątkiem są obszary znajdujące się na północ od 82° szerokości geograficznej północnej, w środkowej części Oceanu Arktycznego).

### Spektroskopia
Od roku 1943 widmo tej gwiazdy (typu B8) było wykorzystywane jako stabilny punkt odniesienia, na podstawie którego dokonywano klasyfikacji innych gwiazd. Rigel ma Wskaźnik barwy (B–V) o wartości −0,03 (oraz wskaźnik U–B o wartości −0,66), co oznacza, że jest widoczny jako biała bądź błękitno-biała gwiazda. Okresowe zmiany w atmosferze powodują znaczące zmiany w widmie. Linie spektralne ukazują m.in. emisję, absorpcję, tzw. profil P Cygni oraz odwrotny profil P Cygni bez wyraźnej okresowości. W konsekwencji gwiazda była klasyfikowana jako typ B8 Iab lub B8 Iae.

### Paralaksa
Pomiary paralaksy wykonane przez satelitę Hipparcos wykazały, iż Rigel znajduje się w odległości 863 lat świetlnych, przy błędzie pomiaru rzędu 9%. Na podstawie wcześniejszych pomiarów spektroskopowych dystans szacowano na 360–500 parseków (1200–1600 lat świetlnych).

## Charakterystyka fizyczna
Rigel jest najprawdopodobniej gwiazdą potrójną. Widocznemu gołym okiem nadolbrzymowi towarzyszy słabsza gwiazda, która sama jest gwiazdą podwójną.

### Rigel A

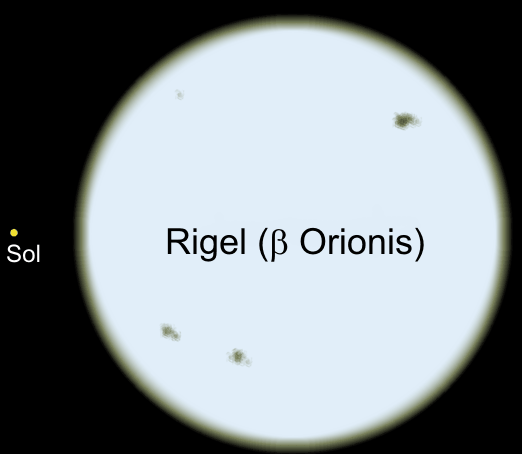
Porównanie Słońca i Rigela

Jest to biało-błękitny nadolbrzym, należący do typu widmowego B8. Ma około 120 tysięcy razy większą jasność od Słońca, około 79-krotnie większy promień i 23-krotnie większą masę. Temperatura powierzchni wynosi 12 000 K. W przyszłości gwiazda przekształci się w czerwonego nadolbrzyma i zakończy życie w eksplozji supernowej.
Rigel należy do gwiazd zmiennych (typu Alfa Cygni). Jego jasność waha się od 0,05 do 0,18m w okresie 25 dni.

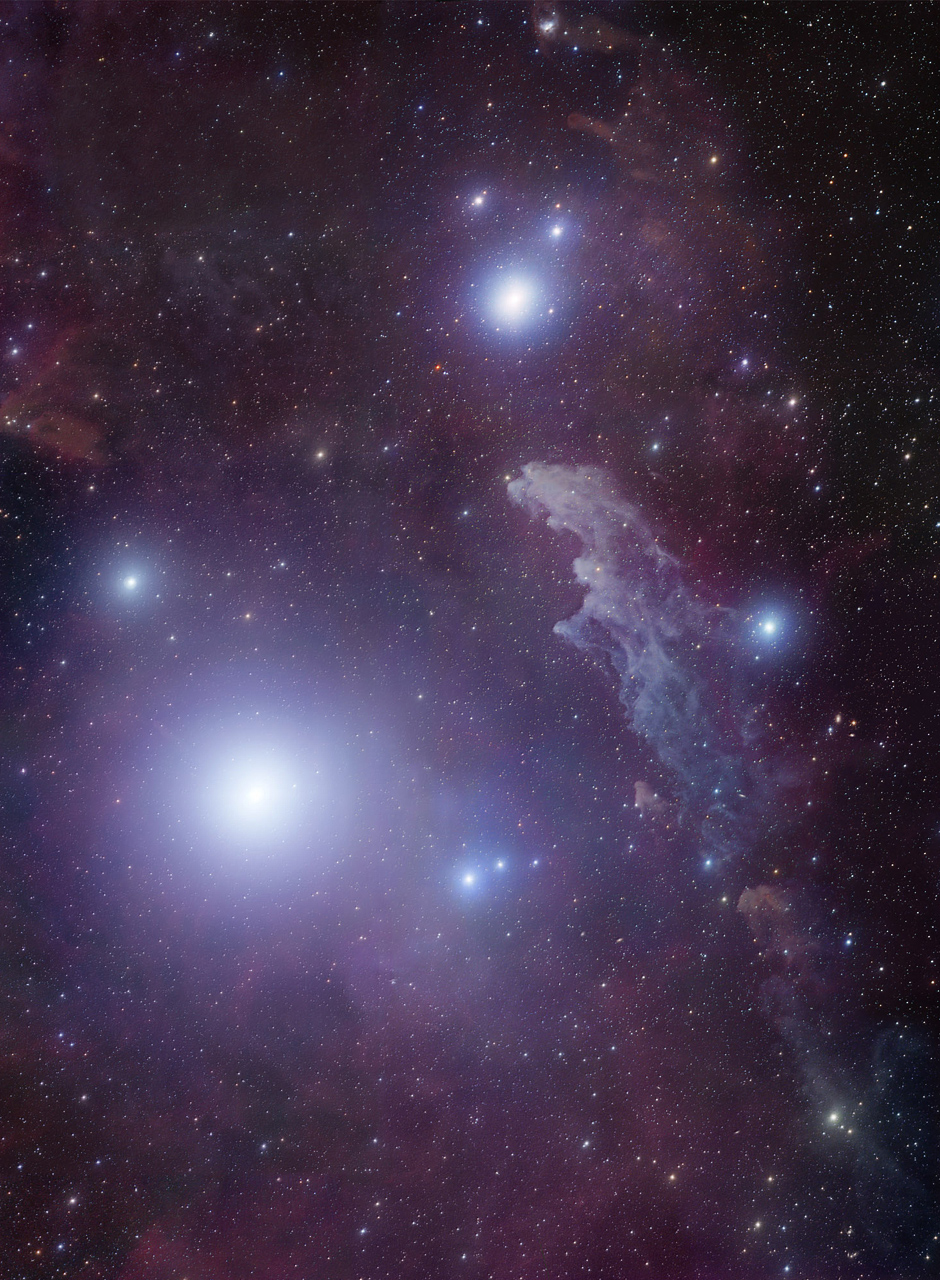
Rigel (na lewo i w dół od środka), oświetlana przezeń mgławica IC 2118 i pobliskie gwiazdy

Oddalona o 2,5° na niebie i co najmniej 40 lat świetlnych w przestrzeni mgławica IC 2118 świeci dzięki rozpraszaniu światła tego nadolbrzyma.

### Towarzysze
W 1822 roku Friedrich Georg Wilhelm Struve odkrył, że Rigel jest gwiazdą wizualnie podwójną. Towarzysząca gwiazda ma jasność 6,8m i jest odległa na niebie o 9,5 sekundy kątowej (pomiar z 2014 r.). Oba składniki są dostrzegalne przy pomocy większości teleskopów amatorskich, jednak duża różnica w jasności może utrudniać obserwacje w przypadku teleskopów o średnicy poniżej 15 cm. Przy oszacowanej odległości Rigela, odległość Rigela B od gwiazdy centralnej to ponad 2200 au. Od czasu jego odkrycia, nie zaobserwowano ruchu orbitalnego, chociaż obie gwiazdy charakteryzują się podobnym wspólnym ruchem własnym. Minimalny okres orbitalny układu może wynosić około 18 tysięcy lat.
W XIX wieku odkryto, że także Rigel B jest gwiazdą podwójną, której składniki są bardzo podobne i widoczne na niebie w odległości kątowej zmieniającej się od niecałych 0,1″ do prawie 0,2″. Interferometria plamkowa w 2009 roku pozwoliła zaobserwować dwie prawie identyczne gwiazdy, oddalone o 0,124″. Mają one obserwowaną wielkość 7,6m, a szacowany okres orbitalny to 63 lata.
Widmo gwiazdy Rigel B wskazuje, że jest to gwiazda spektroskopowo podwójna, składająca się z dwóch gwiazd ciągu głównego, których okres orbitalny jest równy 9,86 dnia. Obie z nich należą do typu widmowego B9. Rigel B może być zatem układem potrójnym, choć nie jest to pewne; także Rigel A był podejrzewany o podwójność, jednak aktywność atmosfer nadolbrzymów czasem imituje obecność towarzyszącej gwiazdy.
Gwiazda o jasności 15,4m, oddalona o 44,6 sekund łuku na północ jest uznawana jako czwarty składnik układu (składnik D), jednak nie wiadomo, czy faktycznie jest związana grawitacyjnie z resztą układu. Jeśli jest związana z pozostałymi, to jest to pomarańczowy karzeł o typie widmowym K, okrążający je w czasie rzędu ćwierć miliona lat.

## Znaczenie kulturowe
Rigel jest prawdopodobnie tożsamy z gwiazdą nazwaną w mitologii nordyckiej Palcem Orvandila.
W chińskiej astronomii jest siódmą gwiazdą, tworzącą Asteryzm Trzech Gwiazd (参宿七 Shēnxiù Qī).
W Japonii Ród Minamoto wybrał Rigela na swój symbol ze względu na jego białą barwę, nazywając go Genji-boshi (源氏星), podczas gdy Ród Taira wybrał Betelgezę. Klany te uczestniczyły w Wojnie Gempei; postrzegane były jako dwie gwiazdy, które rozdzielał jedynie Pas.
W Japonii Rigel znany był również jako Gin-waki (銀脇), czyli „Srebrna gwiazda przy pasie” (jap. Mitsu-boshi).